# 上海炸猪排
上海炸猪排，中国上海的一款炸猪排烹饪菜肴，是海派西餐的一道经典名菜，做法改良自奥地利国菜维也纳炸牛排，炸时要裹上麵粉漿糊和歐洲麵粉顆粒，炸完之後外脆裡嫩但不会油腻。

## 菜肴历史
1843年上海开埠后，西餐在上海逐渐流行，而中国人食肉又以猪肉为主。为此，以供应德国大菜而闻名上海的德大西菜社等西餐馆推出了一道撒着面包屑炸制的名为「维也纳猪排」的海派西餐主菜，是上海风味炸猪排的前身，此后这道菜在上海广受欢迎，许多家庭主妇都会烹饪这道菜肴。在物资紧缺的1960年代，上海人还会自己将苏打饼干擀碎以代面包粉，雖然原本為應急食品，但也別具风味，呈現出和原版不同的清脆口感。
现在，上海炸猪排已经成为一款极具特色的上海小吃，许多海派西餐店、老牌小吃店、街边饮食店将其作为店中招牌菜，也經常配合排骨年糕登場。

## 做法与特色
上海炸猪排讲究炸制前的「拍松」，与日式炸豬排的做法颇为相似，将大排用刀背敲来回敲打数遍，使得肉的纤维敲断面积比原先大了一倍，避免油炸时收缩，還需要用料酒和少量的糖將之浸泡半小時，以方便入味和增加肉汁，炸出來的成品肉质松软，從裡到外都熟透且鲜嫩多汁。

## 搭配辣酱油
猪排吃的时候要蘸淋上上海产的黄牌辣酱油享用，这也是上海独一无二的吃法，酥嫩的猪肉带上了酸中带辣的口感是上海市民的最爱，辣酱油的酸味能夠大幅度緩解炸豬排的油膩，並且增添鮮味。這種辣酱油并非酱油，而是一种發源自英國的西式醬汁，上海產的辣酱油的味道也有不同於英国原版的伍斯特醬和同樣來自於英國的香港喼汁，上海的酸味會更加明顯。

## 图片册

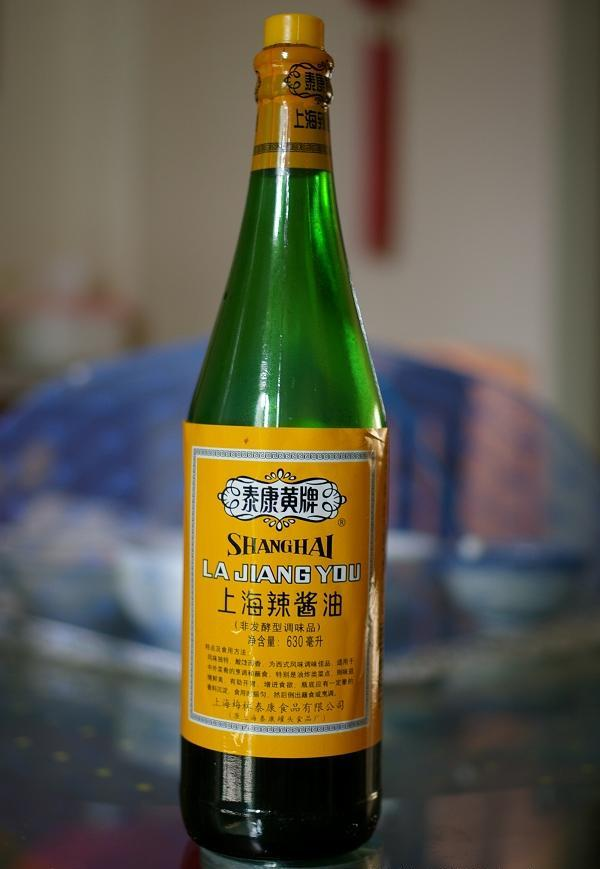
一瓶上海产的黄牌辣酱油
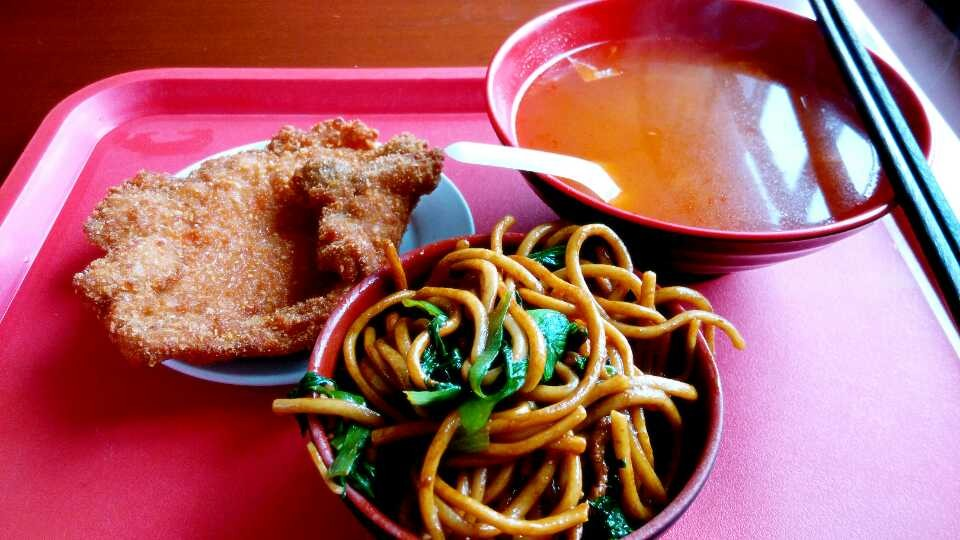
上海一餐厅售卖的炒面与上海炸猪排配罗宋汤套餐